# K-1 ダイナマイト
『K-1 ダイナマイト』（ケーワンダイナマイト）は、坂井孝行によるK-1を題材にした格闘アクション漫画作品。監修は当時の正道会館館長でK-1の創設者石井和義。『月刊コロコロコミック』誌上において1999年3月号から2002年2月号まで連載された。単行本は全8巻。
また、現在は作者自身による同人誌での続編が展開されている。

## 物語
世界最強をめざす小学5年生の大奈舞人は空手をやるために親のもとを離れ名門校に転入した。初心者でありながら、その戦いぶりが偶然アンディ・フグの目にとまり、正道会館へ入門する。舞人は様々なライバルと戦いながら成長していく。

### ストーリーの流れ
全35話（番外編含め38話）
修行編
1話 - 7話（1巻 - 2巻）
大好きな空手をやるために名門校に転入した舞人は、部室の前で空手の悪口を言って騒ぎを起こした乱暴者と対決することになった。未経験者ながら立ち向かおうとする舞人の姿を偶然目撃したアンディ・フグに誘われて、正道会館に入門。舞人は初心者故の困難と向き合いながら日々の特訓に励む。
カルネアデス計画編
8話 - 16話（2巻 - 4巻）
強い格闘家の育成と来るK-1ジュニアGPの正道空手代表を選出する為に船上合宿プロジェクト「カルネアデス計画（K計画）」が行われ、舞人たちは船に乗り込んだ。しかし、船内に突如現れた仮面の男の襲撃に遭い、負傷した他の参加者は途中棄権を余儀なくされた。男の正体だと濡れ衣を着せられ追われる身となった舞人は仮面の男との対決を覚悟し、隠れて修行に励む。
K-1ジュニアGP編
17話 - 30話（4巻 - 7巻）
濡れ衣が晴れ参加者全員の推薦で代表に選ばれた舞人は、K-1ジュニアGPで様々な格闘技の代表と仲間になり戦っていく。ところが、カルネアデス計画を妨害したタクマ率いる殺人格闘技集団「ビースト」の暗躍により、大会は不穏な状況が続く。
この時期にアンディ・フグが死去したため物語には登場しなくなった。
ビースト決戦編
31話 - 35話（7巻 - 8巻）
完結編。「ビースト」の隠れ家、「ダンテズ・インフェルノ島」へ向かった舞人はその悪しき実態を知る事になる。そんな中タクマは究極の殺人奥義を完成させてしまうが、舞人は囚われたC4の救出の為自身も究極奥義を持ってタクマと対決する。
特別編
『別冊コロコロコミック』に掲載、または単行本で描きおろされた作品
- アンディからの果たし状（5巻収録）
- 永遠のライバル（8巻収録）
- --魂--（8巻収録）

## 主な登場人物
大奈舞人（だいな まいと）
格闘経験ゼロながらも仲間と共に世界最強をめざす空手家。母親はいわゆる教育ママで過保護。「空手は野蛮」として許してくれなかったため、猛勉強の末に家から遠く離れた私立名門校に入学する形で親の目を盗み、空手を始める。その後、アンディ・フグに見込まれてK計画（ケイプロジェクト）のメンバーに選ばれ、正道会館で特訓して、K-1ジュニアGPに出場した。いつも「最強」と書いてあるグローブを身に付けている。得意技はローキック、ハイキック、アンディ直伝の踵落としなど。K-1グッズを集めるコレクターの面もある。名前は「ダイナマイト」から。なお、この漫画の登場キャラクターの名前の由来は「爆発」に関係するものが多い。成人後はK-1ファイターとなる。
岡本主将
舞人が入学した名門校の空手部主将。舞人と共に正道会館に入る。本名は岡本太郎。芸術家の「岡本太郎」が由来。
C4（シーフォー）
舞人のライバル。本名、クリス・ククトミューゼン・C・カスダン（頭文字の4文字が全てCであることから、通称C4）。オランダのキックボクサーで、義理堅くクールな性格だが内に秘める熱さは舞人と同じものを持つ。K-1ジュニアGPの準備大会では全戦全勝し、そのすべてがラウンド30秒以内のKOで勝利しているほど圧倒的な強さを持つ。後にK-1ジュニアGPで舞人と決勝戦で戦う。
幼い頃、双子の兄ニトロとのスパーリング中グローブが裂けて、ニトロの左眼に傷を負わせてしまい、そのショックでストレスがたまって攻撃をするたびに血液の移動により一時的に目が見えなくなる「黒視症」という症状が出るようになったが、K-1ジュニアGPでニトロとの試合中に克服する。成人後はK-1ファイターとなり、視力の問題で一時引退を決意するが、手術に成功して復帰。
名前は「コンポジションC-4（プラスチック爆弾の正式名称）」から。
アンディ・フグ
96年のK-1GPのチャンピオンであり、正道会館の師範代。全門下生の憧れの的であり、舞人を正道空手の道へ誘い、K計画の候補に推薦した人物である。実在のアンディ・フグ本人として登場した。連載中にアンディが白血病で亡くなった際は、漫画開始冒頭の柱に追悼コメントが添えられた。また、『別冊コロコロコミック』にて舞人とアンディの死別の時を描いた特別編「アンディからの果たし状」が掲載された。作者はアンディの告別式に参列した際、棺に「アンディが好き」などと書かれた読者のファンレターを供えた。現実で死去して以降の物語内にアンディは一切登場しない。
ニトロ
C4の双子の兄。顔つきはC4と似ているが、色黒である（幼い頃はC4と同じ色白だった）。弟とは幼い頃からスパーリングパートナーだったが、スパーリング中の事故で左眼を負傷したため指導者の判断でパートナーを解消された。なおも、C4との対決を望んで左眼の視力低下をカバーする戦法を編み出し、K-1ジュニアGPの準々決勝でビーストの一員として“ファング・シャット”の名で弟の前に立ち塞がった。激闘の末KO敗けするも、C4が葛藤を克服したことで「怪我をする以前のように全開の力をぶつけあってバトルする」という念願を果たした。ビーストに属していたときは、タクマから「決勝でC4を倒すための捨て駒」として利用されていた。名前は起爆剤の「ニトログリセリン」から。普段はサングラスを掛けている。
地雷元（じらい げん）
正道会館少年部の四天王の一人。舞人のよき友人でありK-1ジュニアGPでは舞人のセコンドをつとめていた。かつて通っていたボクシングジムにタクマが道場破りに来た時、もっと強くなりたいという気持ちの強さを彼に買われたのをきっかけに、殺人集団ビーストにいたが、舞人に心を動かされ、組織を抜けた（しかし、その代償として後にアランによって重傷を負わされた）。機械に弱い。名前は「地雷原」から。成人後も舞人のセコンドとなる。
勝火山（かつ かざん）
正道会館少年部の四天王の一人。舞人の友で琉球空手の使い手。「突き」の腕前は素手の状態でサンドバッグを貫通するほど。過去に武器を持った相手から不意打ちを受け額に傷を負った経験から「どんな手を使っても勝つ」という非道な考え方を持っていたが、舞人に心を動かされてそのような戦法をやめた。名前は「活火山」から。かえんという彼にそっくりな妹がいる。
海高武（かいこう たけし）
正道会館少年部の四天王の一人。大柄。性格が優しく、フェア精神を持っていたため、ビーストのスパイ（地雷）と戦った際、怪我をしている相手の足を攻撃しなかったため倒された。家には三人の姉がおり、日頃から炊事・洗濯・掃除などの家事をやらされている。
キルリアン
マイトに協力する天才スポーツ医学博士。少年時代は空手家だったが、事故で目を負傷して選手生命を絶たれており、格闘界への未練と情熱からスポーツ医学を学んだという経緯がある。
カルネアデス計画に船医兼トレーナーとして招かれマイトと出会い、彼の神経系興奮による戦闘力増大に強く惹かれ、「D(ダイナマイト)モード」と名付けて研究対象とする。地雷が「仮面の男」として活動を開始した際は、彼を追い込んでさらなるDモードを見たいがために、「仮面の男」の存在を隠してマイトに嫌疑をなすりつけてしまい、それを知ったタクマに脅され彼らに利用されることとなる。その後罪悪感から、カルネアデス号撃沈の際は「仮面の男」の正体を暴くとともに船と運命を共にしようとしたが、マイト・地雷と共に助けられ生還。
カルネアデス計画後は反省して頭を丸め、K-1ジュニアGPでリングドクターとして再登場、マイトのサポートのために自ら開発したウンチくんを授けた。マイトらの成人後は選手復帰を望むC4の目の難手術を担当、あらゆる努力の末見事成功させC4を選手に復帰させた。
ウンチくん
キルリアン博士が開発したスーパーコンピュータ。感情を持つ高度なプログラムで、人間との会話も可能。薀蓄ばかり語るやや尊大な性格のため、火山によって「ウンチくん」と名付けられてしまった。
マイトをサポートするためにK-1ジュニアGP中キルリアンから授けられ、火山や地雷と共にマイトをサポートする。マイトのカルネアデス計画で授かったキックスピードを計測・解析、決め技として勧めると共に、『G・G』を考案してマイトに授けた。
マイケル・スピードウェイ
アメリカのボクサー。サウスポー。得意技はフリッカージャブ、アタックジャブ。いつもキャンディーをなめている。自分の格闘技に誇りを持っており、純粋にボクシングで世界を極めたいという思いからボクシング以外の一切の格闘技を学んでいない。そのためキックはおろか、足技に対するガードすらできない。下瀬とのストリートファイトで左腕を骨折してしまい、さらにタクマとの試合で右腕を骨折してしまった。K-1ジュニアGPベスト8。成人後はプロボクサーとなり、チャンピオンに輝く。
下瀬火也（しもせ かや）
舞人が空手と出会うきっかけとなった人物。幼い頃いじめっ子に奪われたゲームを取り返してくれた下瀬に舞人が憧れを抱いた事からすべてが始まった。下瀬も舞人と同じく憧れの人に助けてもらったことから空手を始めたが、その人が交通事故で亡くなったため、自分以外の人間や未来、特定の物事に対して信頼を置けなくなり、空手をやめて詠春拳やテコンドー、ボクシングなど世界各国で13の格闘技を学んだ。舞人とK-1ジュニアGPの準々決勝で対戦し、かつての自分を思い出し空手家として舞人へ挑むも敗北した。K-1ジュニアGPベスト8。名前は旧日本軍で使用された「下瀬火薬」から。成人後は俳優になる。
ラジャ・ダムナン
ムエタイを得意とするタイの戦士。普段は明るく陽気な性格だが、試合では運のいい一発に見せかけて相手を倒し、自分の実力はほとんど出さず、研究させない知能派ファイター。「影の帝王」（シャドウ・カイザー）と呼ばれている。ひそかに彼女がいる。タクマとの戦いでは今まで隠していた真の実力を発揮するも、タクマの完成型B×B×Bを最初に受け、倒された。名前はタイのムエタイ専用スタジアム「ラジャダムナン・スタジアム」から。成人後はまんじゅう屋になる。
タクマ
正道会館少年部の四天王・又拓摩（また たくま）だが、実は殺人格闘集団ビーストの頭首家の者として、その侵攻を先導していた。K計画での悪事が露呈して以来、舞人たちと反目している。K-1ジュニアGPでも数々の妨害工作を仕掛けた。大会準決勝戦を前に、ビースト最強奥義「B×B×B（ビーキュービック）」の再現と会得への妄執に駆られ、公でのC4打倒の計画を中止し、練習台にするために彼をビーストの本拠地「ダンデス・インフェルノ島」に幽閉した。舞人に決闘で破られてからは、その実力を認め、一目置いている。幼少の頃は道場破りをしており、年長者をも含むジムの選手たちを全滅させるほどの実力をすでに持っていた。名前は、K-1ジュニアGPの選手登録名「ティベリウス・N・タクマ」の頭文字を取ると火薬の主成分である「T,N,T」になる。「又拓摩」のほうは爆発とは関係ないが「瞬く間」から。
一撃のおっちゃん
本名は不明。タクシー運転手としては度々登場するが、カルネアデス号の船長やK-1ジュニアGPでのレフェリーなどもやっていた。乗っているタクシーの名は「一撃タクシー」。舞人からの呼称は「一撃のおっちゃん」。
彼のタクシーには車体上部の社名灯に搭載されたミサイルなど、常識的に考えると明らかに不自然なオプションがいくつか備え付けられている。また、劇中での本人の台詞によると、過去に数奇な出来事（UFOに追い回された、南極基地の爆破事件に巻き込まれたなど）を体験している。最終話のラストは彼が締めくくった。
ダゴン・アザトード
ビーストの一員。タクマ達と共にK-1ジュニアGPに出場するも、1回戦で対戦したC4にハイキック一発で敗れる。しかし、その後も他のメンバーと共に登場している。
アラン・ピーズ
ビーストの一員。タクマ達と共にK-1ジュニアGPに出場し、1回戦をKOで突破する。しかし、地雷に重傷を負わせた後に追ってきた舞人に敗れる。
アプサラス
ビースト頭首を守護する実力者・ガーディアンの一員。この漫画の数少ない女性（当初は隠していた）。気を物体として操り戦う。心優しい性格故にいじめられていた自分を助け気の力を見出したタクマに心酔している。
ケルベロス
ビーストガーディアンの一員で、B×B×B（ビーキュービック）の実験台となった死者たちが捨てられる地下の番人（本人の台詞によると約15年は地下にいる）。地下には無数のワイヤーが張り巡らされていて、それをつたって移動していた。名前の由来はギリシャ神話に登場する地獄の番犬「ケルベロス」。

## 技
K-1ダイナマイトに登場するオリジナル技。

### 舞人の技
正道空手奥義「天魔」（アルティメット・マイト・ザ・グレート）
高速戦闘に持ち込み相手の攻撃精度を落としたところで一気にしかけてとどめをさす、攻防一体の奥義・交差法の究極集合体。敵が攻撃する度にこれを無効化しカウンター攻撃をするため、相手は攻撃すればするほど傷ついていくことになる、「最強の盾」と称される技。とどめをさすとき、相手の腕にのり、顔面に膝蹴りをくらわせる。「アルティメット・マイト・ザ・グレート」は舞人がつけた名前。似た攻撃にプロレス技の「シャイニング・ウィザード」がある。
G・G
ガトリング・ガンキックスの略。カルネアデス計画で身につけた脚力をもって、一分間に1000発の弾丸を発射するガトリング砲のごとく、あらゆる種類のキックを連射する技。マイトがマイケルの話から、下瀬との対決に向けて「自分だけの技」を求めたことで、ウンチくんが考案した。
使用当初は「連射」に気を取られるあまり、キック一発ごとに集中できず精度が落ち、捌く余地を与える「ただのキックの寄せ集め」状態になってしまったが、一度下瀬に破られ積み重ねた基本を意識したことで、キック一発一発に一撃必殺の威力を持たせた必殺技として完成する。ただしマイトが小柄であることに加え、連打するキック総てを完璧に決めなければならないため、肉体・精神（特に足)にかかる負担がかなり大きく、大きくスタミナを消耗し多用は危険となる。

### C4の技
チムニー・ダウンボウ
キックで相手の首を蹴り上げる獣技（ビーストスキル）「チムニー・アップボウ」の技を逆にしたもの。
ジャンプして下にいる相手の首をこすり下げる技。
千手観音の眼（アイズ・オブ・アヴァローキテーシュヴァラ）
本編には登場せず、単行本8巻の特別編に登場した。c4は黒視症のため相手に目のピントを合わせないで、ぼんやりと視界全体を見るようなり、目ではなく気配で見るようになった。気配で相手の動きを読んで、技を見切る最強の技。K-1ジュニアGP決勝戦で舞人を敗った技。

### 下瀬の技
嵐の鉄槌（ストーム・ハンマー）
得意技「嵐」と「鉄槌」を組み合わせたもの。相手と自分の体勢、目線、わざと作るガードの隙などによって相手の攻撃を誘導して強烈なキックで反撃をする技。
二重鉄槌（ダブル・ハンマー）
得意技、「鉄槌」を相手にガードする隙をあたえず、二回連続で打つ技。

### 獣技（ビースト・スキル）
ビーストの一員が使う技。その原点は古代ローマの剣闘士であり、その性格上、相手を倒すのではなく壊すため技（正中線を狙う等）が多い。また、技の欠点が相手に分析されるのを防ぐため、技を使用するには組織の許可を必要とする。
ペンタルファ・クラッシュ
相手の体の5個所を高速でつく技。技の発動時、五芒星が浮き上がり端の5箇所が突きの命中点になる。当たり所が悪ければ、骨折、死亡もある。C4に破られた後は出てこなくなった。
ヘリングボーン・ダウン
腕が相手の腕にもつれたと見せかけ関節をきめて、ダウンすると見せかけて骨を折る技。関節技。
チムニー・アップボウ
逆立ち状態から、相手の首をヴァイオリンのアップボウの要領でキックでこすり上げる技。鍛えていなければ首の骨が折れてしまう可能性がある。ニトロの得意技。
B×B×B（ビーキュービック）
獣技の究極奥義。三つの技で構成されていてBEAST（ビースト）で相手の関節をきめて、BONE（ボーン）で骨を折り、BLOOD（ブラッド）でとどめをさす最強の技。
元々はビーストの頭首に代々伝わる一子相伝の秘奥義だったため、いつか途絶えた時のために3つの技のヒントを記した秘伝書が存在する。そして13代目頭首の代で途絶えて以来、タクマまでの歴代頭首は習得のヒントを解明するために数多の屍を築いてきたが、タクマの代でようやく復活した。なお、タクマ以外で3つのヒントを1つでも解明した者はおらず、タクマも「BLOOD」「BONE」の2つまでしか解明できなかったが、拉致してきたC4が「BEAST」と技の順番を解明したことでようやく復活した。

## タイアップと誌上での扱い
本作はK-1および正道会館とのタイアップ企画による。連載期間中は『コロコロコミック』誌上に特集記事が組まれ、作中のキャラクターが地の文やカットに用いられた。記事の内容はK-1選手の紹介やインタビュー、大会の宣伝、正道会館幼年部の活動レポート、K-1を題材にしたTVゲームソフトの宣伝など。また、兄弟誌『ハイパーコロコロ』『コミックGOTTA』で同作家陣による「K-1超闘士列伝」「K-1武神列伝」シリーズが計6回掲載された。このシリーズは実在の選手について伝記風に描いた作品で、コロコロコミック誌上の特集記事や漫画のアオリに掲載が告知がされた。このシリーズは本作の単行本に同時収録されている。
「K-1超闘士列伝」「K-1武神列伝」一覧
- 「K-1超闘士列伝アンディ・フグ物語 鋼鉄の魂」（1巻収録）
- 「K-1超闘士列伝ピーター・アーツ物語」[9]（2巻収録）
- 「K-1武神列伝アンディ・フグ物語2」 前・後編（4巻収録）
- 「K-1武神列伝アーネスト・ホースト物語 紲」 前・後編（6巻収録）

## 関連
- K-1
- K-1 NL